# Mouvement pour l'autonomie de la Silésie
Le Mouvement pour l'autonomie de la Silésie (en polonais Ruch Autonomii Śląska, RAŚ ; en silésien Ruch Autōnōmije Ślōnska ; en allemand Bewegung für die Autonomie Schlesiens) est un parti politique polonais créé en 1990, représentant les intérêts de la Silésie et revendiquant son autonomie administrative, économique et culturelle dans le cadre de la République de Pologne, en se référant notamment à la situation en vigueur de 1921 à 1939 pour la Haute-Silésie polonaise. Parmi ses principales revendications, il y a la reconnaissance de la langue silésienne et de la « nationalité » silésienne en application des dispositions constitutionnelles polonaises sur les minorités nationales.
Il a obtenu deux députés en 1991. Ses résultats étant généralement inférieurs à 10 %, le parti a fait alliance avec le Parti paysan polonais (PSL).
Il est actuellement présidé par Jerzy Gorzelik (pl).
Il a participé à l'exécutif régional de la voïvodie de Silésie de 2010 à 2013.
Il est membre de l'Alliance libre européenne.